# Stora stygga räven
Stora stygga räven, även Stora stygga räven och andra berättelser..., (franska: Le Grand Méchant Renard et autres contes...) är en fransk-belgisk animerad film från 2017 regisserad av Benjamin Renner och Patrick Imbert. Filmen består av tre korta delar (pjäser) med olika gårdsdjur, samt en räv, en varg och några människor.
Den första delen Babyleveransen och den tredje delen Rädda julen regisserades av Patrick Imbert, medan den mittersta delen, Stora stygga räven, regisseras av Benjamin Renner. De är alla anpassade från serierna med samma namn av Benjamin Renner, varav den mest kända, Stora stygga räven, publicerades 2015.

## Handling
Filmen består av tre berättelser, som åtminstone delvis äger rum på samma gård och har vissa karaktärer gemensamt. De olika delarna är sammankopplade med övergångsscener som sker på en teaterscen, där en räv presenterar för publiken de olika pjäserna som djuren kommer framföra.

### Babyleveransen
När en stork faller ner från himlen och påstår sig bryta vingen, överlämnar han barnet han skulle leverera till Avignon, Pauline, i händerna på tre gårdsdjur: en gris, en kanin och en anka. De två sistnämnda visar sig vara omogna och fumliga, och därför potentiellt farliga för barnet. Grisen däremot, som egentligen bara vill vara hemma och ta hand om sin trädgård, ser det som sitt uppdrag att leverera barnet oskadd till sin rätta familj och samtidigt skydda det från de andra två klåparna...

### Stora stygga räven
Den stora stygga räven, egentliga liten, svag och inte alls skräckinjagande, försöker förgäves äta hönorna. Räven tar hjälp av vargen som föreslår att han ska stjäla ägg och föda upp kycklingarna i hönans ställe och sedan äta upp kycklingarna när de blivit stora och feta. Räven stjäl tre ägg och uppfostrar kycklingarna som deras mamma. När kycklingarna blivit stora är räven inte längre så sugen på att äta dem, men det är vargen...

### Rädda julen
På gården förbereder djuren för julen. Efter flera knaserier och katastrofer förstör kaninen och ankan en jultomte av plast och är övertygade om att ha dödat den riktiga. Trots att grisen förklarar hur det står till tar de i uppdrag att ersätta jultomten för att leverera gåvor till barn runt om i världen. Grisen försöker hindra dem men dras istället med dem in till stan, där de bli tillfångatagna av en hundfångare. Med hjälp av sin listighet och uppfinningsrikedom lyckas de tre kamraterna fly. Då får kaninen och ankan syn på jultomten som klamrar sig fast på en fönsterbräda, men den här gången är det den riktiga jultomten som de verkligen måste rädda...

## Rollista

### Franska originalröster
- Guillaume Darnault − räven
- Damien Witecka − grisen
- Kamel Abdessadok − kaninen
- Antoine Schoumsky − ankan
- Celine Ronté − hönan
- Violet Samama − Pauline
- Jules Bienvenu − Alex
- Augustin Jahn-Sani − Evan
- Boris Rehlinger − vargen / bulldoggen
- Guillaume Bouchède − gårdshunden
- Magali Rosenzweig − kycklingarna / mamman / Violett / den lilla flickan
- Élise Noiraud − höns
- Jean-Loup Horwitz − Jultomten
- Christophe Lemoine − storken / jägaren
- Bernard Larmande − fågeln / svalan
- Michel Scotta Di Carlo − styrpiloten / slaktaren / brevbäraren
- Sylvie Genty − kassörskan / gumman
- Yves Yan − spökdjuret
- Thierry Jahn − pappan / den lilla pojken
- Mathilde och Camille Nepveu, Christophe och Adam Grouls − kycklingar
- Jean-Sébastien Leblanc − paddan

### Svenska röster[1]
- Anton Lundqvist − Räv

- Jesper Adefelt − Anka, Mus
- Olle Sarri − Kanin
- Henrik Ståhl − Gris
- Shebly Niavarani − Hund
- Lars Bethke − Varg
- Charlott Strandberg − Höna
- Astrid Assefa − Klubbhöna 2, Hönscoach
- My Bodell − Mamma, Klubbhöna 3, Hönsllärarinnan
- Hanna Endre − Förundrad kyckling, Dotter, Kyckling 1
- Juliette Glader − Axel
- Daniel Goldmann − Jägare 1, Pilot. Snigel, Hund 5, Dunder-Danne
- Christian Hedlund − Stork
- Bengt Järnblad − Pappa Fågel, Hund 3, Jultomten
- Lucas Krüger − Brevbärare, Pappa
- Irene Lindh − Postkvinna, Gammal dam, Klubbhöna
- Rennie Mirro − Bulldog, Jägare 2, Man på posten
- Felix Mogerud − Einar, Son
- Dominique Pålsson Wiklund − Klubbhöna 1, Klubbhöna 6
- Ellen Sarri Litorin − Penny
- Hjalmar Wall − Lille Malte
- Maja Camille Wall − Bulldogvalp
- Mippe Åman − Slaktare

## Filmteam
- Regissör − Benjamin Renner och Patrick Imbert
- Manus − Benjamin Renner och Jean Regnaud (anpassad från serierna med samma namn av Benjamin Renner)
- Musik − Robert Marcel Lepage
- Klippning − Benjamin Massoubre
- Animering − Michael Crouzat
- Bakgrund − Zyk och Zaza
- Animeringsriktning − Patrick Imbert
- Rekvisita − Céline Ronté
- Producent − Damien Brunner, Didier Brunner och Vincent Tavier
  - Exekutiv producent − Thibaut Ruby
  - Medproducent − Philippe Logie
- Produktionsföretag − Folivari, panik !, Studiocanal, RTBF och BeTV
- Distributör − Studiocanal (Frankrike), Folkets Bio (Sverige)
- Animationsstudio − Folivari
- Ursprungsland −  Frankrike och  Belgien
- Originalspråk − Franska (och lite mandarin)
- Format − färg - 1,85 − 1 - Dolby 5.1
- Längd − 80 minuter
- Lanseringsdatum:
  - Frankrike − 15 juni 2017 (Annecys internationella festival för animerad film 2017); 21 juni 2017 (rikstäckande)
  - Belgien − 21 juni 2017
  - Schweiziska − 21 juni 2017 (fransktalande Schweiz)

## Mottagande

### Pressrecensioner i Frankrike
När filmen gick upp på bio i Frankrike i juni 2017 fick filmen ett överägande positivt mottagande i pressen. Allociné gav filmen ett genomsnittsbetyg på 4 av 5 stjärnor, baserat på 21 recensioner publicerade i tryckta medier eller online.

## Utmärkelser
- Annie Award 2018 − nominerad i tre kategorier: Bästa oberoende långfilm, bästa karaktärsanimering i en långfilm, bästa regissör för en långfilm
- Lumière 2018 − Lumière för bästa animerade film
- César 2018 − Césarpriset för bästa animerade film